# Adelpha tracta
Adelpha tracta is een vlinder uit de onderfamilie Limenitidinae van de familie Nymphalidae. De wetenschappelijke naam van de soort werd als Heterochroa tracta in 1872 gepubliceerd door Arthur Gardiner Butler.